# 若松コロニー
若松コロニー（わかまつコロニー、Wakamatsu Tea and Silk Colony）とは、アメリカ合衆国カリフォルニア州エルドラド郡ゴールド・ヒルにあった日本人のコロニーである。アメリカで最初の日本人コロニーとされる。コロニーの名は福島県会津若松市に因む。

## 解説
1868年、戊辰戦争に敗れた会津藩の藩士の何人かは、会津藩と交流していた商人ジョン・ヘンリー・スネルに導かれ、ゴールドラッシュに沸くアメリカカリフォルニア州へ向かい、日本の茶と、絹生産のための桑の栽培をしながら「若松コロニー」と名付けた入植地を築こうとしていた。
1869年5月20日、移民船でサンフランシスコに到着した藩士とその家族、そしてスネルの妻と子守りの「おけい」を始めとする日本人一行は、金の鉱山で栄えるゴールド・ヒルへ向かった。そしてスネルはゴールド・ヒルの農地を買い取り、日本人を住まわせた。
最初はこのコロニーでの茶などの栽培は順調だったが、後に天候のため茶の栽培が出来にくくなった事や資金不足、あるいは病気の流行などが原因でこのコロニーは崩壊してしまった。
1870年にアメリカで行なわれた人口調査において、エルドラドに住む日本人（日本生まれでジャパニーズであると記載のある者）は22名とされており、若松コロニーの入植者であると思われる。
1871年4月、若松コロニーが行き詰まったスネルは「コロニーの資金調達の為」と言い残し、日本人入植者達を残して1人で日本へ行くが、二度と戻って来る事はなかった。

## 若松コロニー以前の日本人入植者
ウィリアム・モロー著『二世：おとなしいアメリカ人』によると、若松コロニーができる1年前に日本人入植者があり、アラメダ郡に農園を借入れたことがサンフランシスコ・クロニクル新聞に掲載されているという。彼らは英仏語を話し、「その故国においては、教養あり勢力のある紳士たちで、文明諸国を旅した結果、その思想があまりにも自由主義的になり、ミカドに仕えるにふさわしくなくなったので、ほとんど無一物となり、やむを得ず国から逃亡したものである」と記事は伝えている。この日本人は塚原昌義、松本寿太夫（万延元年遣米使節、小野友五郎遣米使節に参加した幕臣）らとされる。

## 若松コロニーを題材にした作品
- ゴールド・ヒル - 宝塚歌劇のミュージカル作品
- White Tiger～白虎隊西部開拓譚～ - 夏目義徳による漫画